# خوسيه بلانكو لوبيز
خوسيه بلانكو لوبيز (بالإسبانية: José Blanco López)‏ هو سياسي إسباني، ولد في 6 فبراير 1962 في إسبانيا. حزبياً، نشط في حزب العمال الاشتراكي الإسباني.

## مناصب
- في الانتخابات العمومية الإسبانية 2011 [الإنجليزية]‏، انتخب عضو مجلس النواب الإسباني  [لغات أخرى]‏ عن دائرة Lugo (Congress of Deputies constituency) [الإنجليزية]‏ خلال فترته النيابية  [لغات أخرى]‏ (30 نوفمبر 2011 – 1 يوليو 2014).
- في الانتخابات العمومية الإسبانية 2008 [الإنجليزية]‏، انتخب عضو مجلس النواب الإسباني  [لغات أخرى]‏ عن دائرة Lugo (Congress of Deputies constituency) [الإنجليزية]‏ خلال فترته النيابية  [لغات أخرى]‏ (26 مارس 2008 – 27 سبتمبر 2011).
- في الانتخابات العمومية الإسبانية 2004 [الإنجليزية]‏، انتخب عضو مجلس النواب الإسباني  [لغات أخرى]‏ عن دائرة Lugo (Congress of Deputies constituency) [الإنجليزية]‏ خلال فترته النيابية  [لغات أخرى]‏ (24 مارس 2004 – 1 أبريل 2008).
- في الانتخابات العمومية الإسبانية 2000 [الإنجليزية]‏، انتخب عضو مجلس النواب الإسباني  [لغات أخرى]‏ عن دائرة Lugo (Congress of Deputies constituency) [الإنجليزية]‏ خلال فترته النيابية  [لغات أخرى]‏ ( – 2 أبريل 2004).
- في الانتخابات العمومية الإسبانية 1996 [الإنجليزية]‏، انتخب عضو مجلس النواب الإسباني  [لغات أخرى]‏ عن دائرة Lugo (Congress of Deputies constituency) [الإنجليزية]‏ خلال فترته النيابية  [لغات أخرى]‏ (15 مارس 1996 – ).
- انتخب عضو مجلس الشيوخ الإسباني  [لغات أخرى]‏.
- في انتخابات البرلمان الأوروبي 2014، انتخب عضو في البرلمان الأوروبي عن دائرة إسبانيا لترشحه ضمن قائمة حزب العمال الاشتراكي الإسباني، وقد انضم خلال فترته النيابية (1 يوليو 2014 – ) للكتلة البرلمانية التحالف التقدمي للاشتراكيين والديمقراطيين.